# Архитектура майя

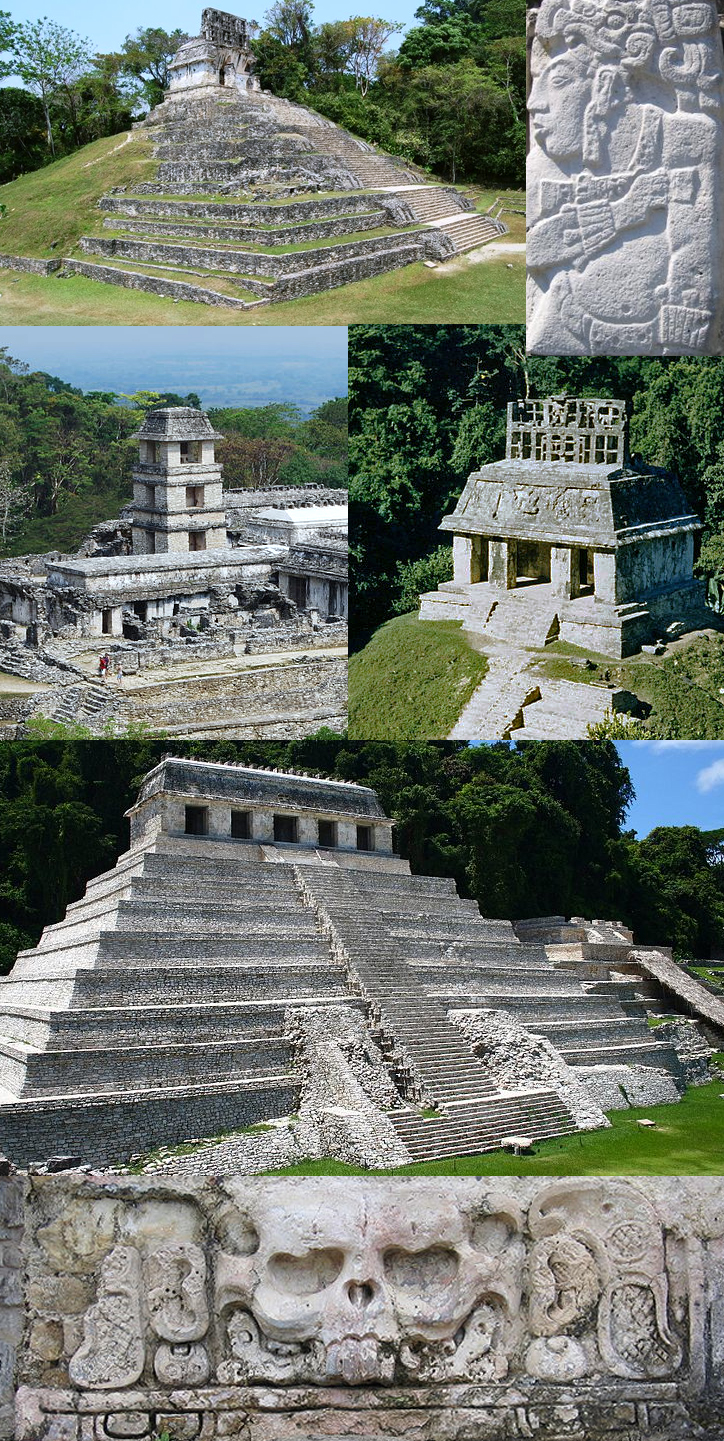
Коллаж архитектурных объектов Паленке

Архитектура майя — важная часть культуры мезоамериканской цивилизации майя.
Архитектура майя отличалась по городам и временным периодам.
Стены зданий, как правило, окрашивались в красный цвет. Важной частью зданий был так называемый «майяский свод», делавшийся с помощью сужения потолка.

## Материалы
В основном архитектурные постройки майя строились из известняка. В строительстве употреблялся цемент, создаваемый из смеси извести, песка и воды. Этот же состав, смешанный с каменной пылью, создавал разновидность штука, которым покрывали стены и потолки, после чего резцом наносили на него иероглифы и изображения.

## История развития

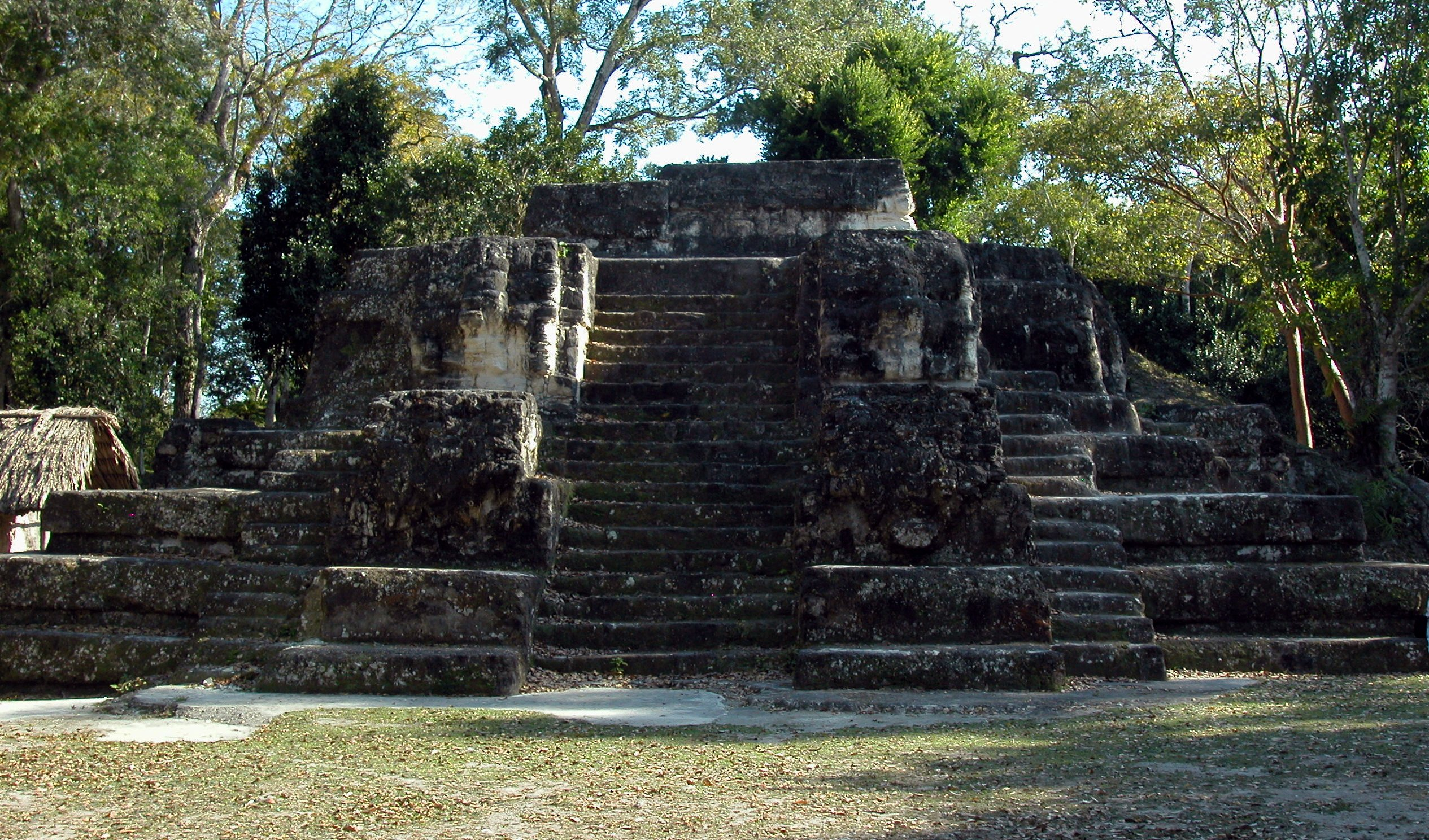
Пирамида E-VII

Архитектура майя появилась в так называемый формативный период. На тот момент она развивалась под сильным воздействием других культур. Постройки того времени были обычными хижинами, расположенными на низких платформах для защиты от наводнений, без окон и с одной дверью. Даже жилища жрецов и вождей, а также храмы, поначалу отличались от остальных хижин лишь высотой платформы и каменной/штуковой облицовкой на стенах.
В поздний доклассический период появились ступенчатые пирамиды, состоявшие из нескольких платформ, установленных поверх друг друга. Примером такой постройки является пирамида E-VII в городе Вашактуне. Пирамида E-VII была небольшой и ступенчатой. Лестницы вели к этой пирамиде со всех сторон, они были окаймлены балюстрадами, а также были украшены огромными масками ягуара, сделанными из алебастра. Ягуар был выполнен в ольмекском стиле, а следовательно, был примером зависимого искусства. Пирамида была облицована штуком. Хотя пирамида была богато украшена, храм на её верхушке был обычной хижиной и разрушался под воздействием времени.
Расцвет архитектуры майя произошёл в классический период, когда повсюду строились церемониальные комплексы (известные как акрополи), имевшие в своем составе дворцы, пирамиды и даже площадки для игры в мяч.
Даже после изобретения майя каменных стен крыша оставалась пальмовой, пока в классический период не был изобретен майяский свод.

## Конструкции

### Элементы зданий

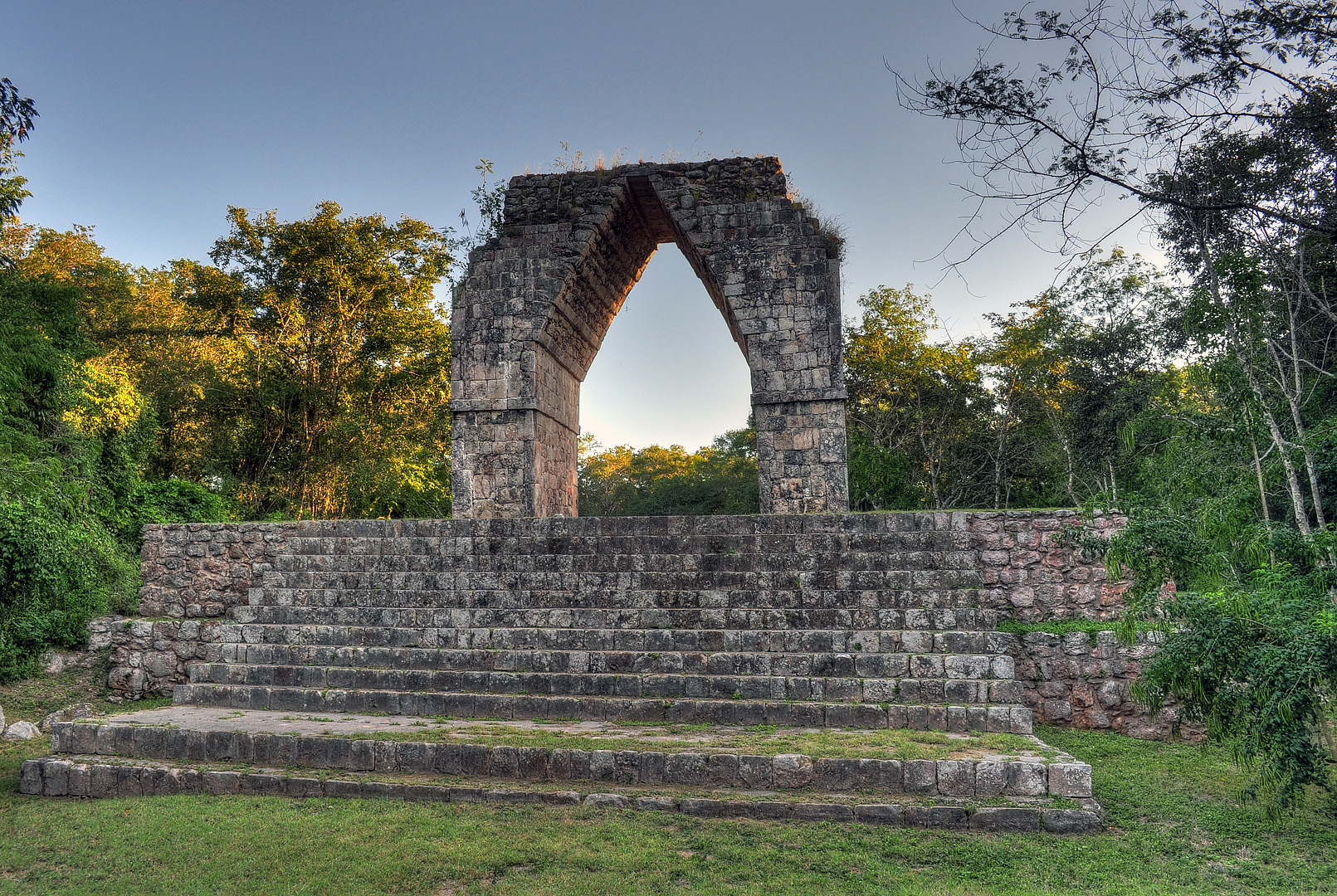
Ложная арка в Кабахе

Вокруг входов во все дворцы и храмы на стенах либо колоннах сохранились некие подобия каменных колец. В свое время их использовали для крепления веревок, на которых держались навесы, служившие подобием двери. В конструкции некоторых зданий использовались также выступающие навесы, защищавшие от дождя и ветра рельефы на стенах.
«Майяский свод», также известный как «ложная арка» или «ступенчатый свод», или «ложный свод», делался с помощью сужения крыши. Добивались этого сужения особой кладкой кирпичей, в результате которой каждый ряд кирпичей слегка выступал над нижним. Стены сужали, пока в потолке не оставалось лишь небольшое отверстие, которое затем закрывали плитой.

### Типы зданий
Одной из известных конструкций майя является храм. Храмы устанавливались на вершинах пирамид (высота пирамид достигала 50-60 метров), изображавших гору, где, согласно поверьям майя, находилась пещера их предков. По этой причине в пирамидах часто были гробницы, располагавшиеся под или в пирамиде (иногда гробницы были прямо под полами храмов, а иногда пирамиды специально строили над природными пещерами). Храмы же были предназначены для изображения выхода из пещеры. К храмам вели длинные лестницы. Храмы, в основном, были квадратными и достаточно тесными, с одной либо несколькими дверями и без окон. Особенностью храмов был так называемый «кровельный гребень». Он сооружался на крыше храма. Как правило, на кровельном гребне располагались все либо большая часть декоративных украшений храма. Это была высокая конструкция, предназначением которой было подчеркивать идею о приближении к небу и вертикальность храма.
В некоторых городах располагались обсерватории. Обсерватории были башнями, круглыми либо квадратными, в них находились лестницы, которые вели в комнаты для наблюдений.
Также в городах майя имелись так называемые дворцы. Предназначение этих построек не установлено точно, скорее всего, они служили для знати и жрецов. Дворцы, как правило, располагались на специальных платформах, в них было несколько помещений. Все они, кроме одного в Паленке, имели только один этаж. В них не было окон, часто комнаты были расположены так, что система переходов между ними была похожа на лабиринт (не исключено, что это было создано с целью сделать дворцы похожими на пещеры).
Площадки для игры в мяч были частью большинства памятников майя. Площадки были украшены скульптурами, возможно, использовавшимися в игре. Также на площадках имелись кольца, возможно, появившиеся под влиянием культуры тольтеков. Внутри площадок на платформах имелись скамейки.

## Различные стили
В основном архитектура майя имела одинаковые черты во всех своих городских центрах, однако в деталях регионы различались.

### Стиль Петена
Для стиля Петена свойственна большая крутизна наклона лестниц и стен пирамид. «Кровельные гребни» в Петене были чрезвычайно большими, для того, чтобы удерживать их на крыше, храмы Петена имели чрезвычайно толстые стены, иногда достигавшие толщины в 7 метров. Подобная архитектура производила впечатление на народ снаружи, но её недостатком было чрезвычайно малое пространство внутри храмов — иногда свободное пространство там имело один метр ширины. Также архитектуре Петена свойственны внешние лестницы и украшение зданий огромными масками из штука.

### Стиль Паленке

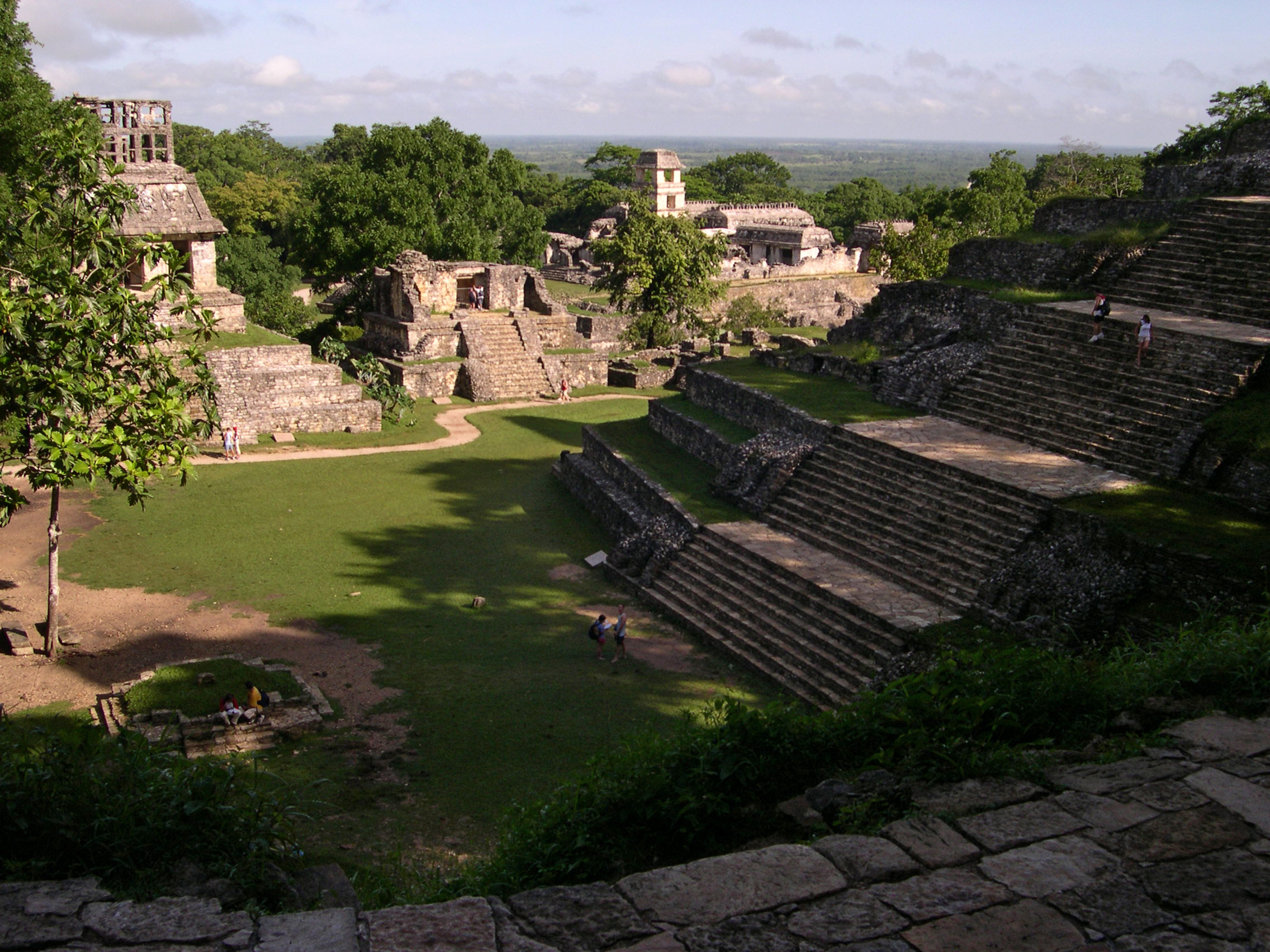
Паленке

Несмотря на то, что Паленке был расположен на территории бассейна Усумасинты, его стиль выделяется из стиля Усумасинты, поскольку он распространился и за пределы этого государства, вплоть до реки Грихальвы. Этот стиль был распространен в городах: Бонампак, Киригуа, Копан, Лаканха и Тонина. Одной из особенностей архитектуры Паленке был портик с тремя-пятью входами, создаваемыми с помощью колонн. Кроме того, козырек зданий в Паленке далеко выступал вперед, кровля была наклонной, на фасадах располагались рельефы из штука (их предназначением была защита от дождя).

### Стиль Рио-Бек

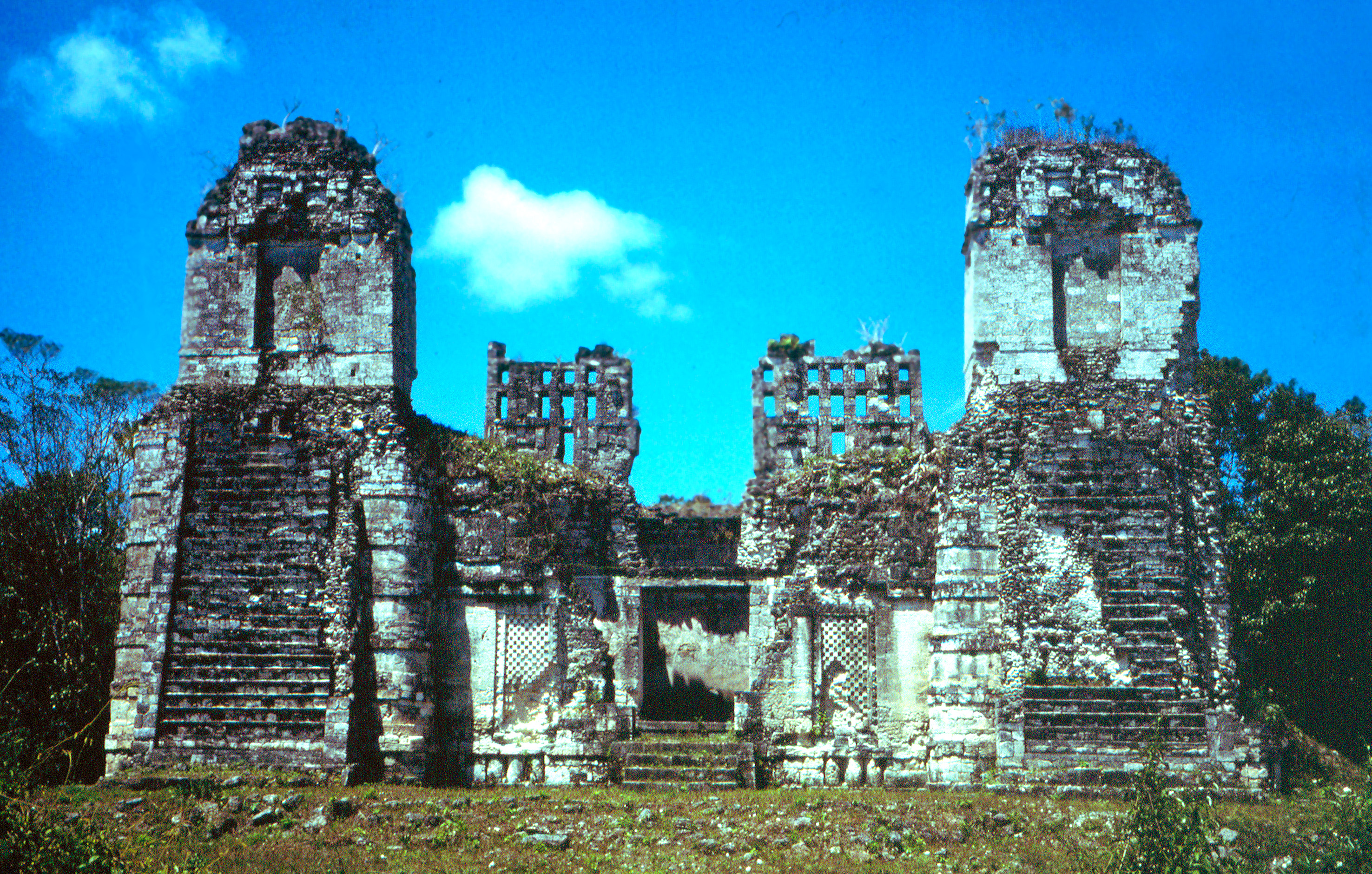
Здание в Рио-Беке

Стиль региона Рио-Бек испытывал влияние стилей Петена и Ченеса. Влияние Петена выразилось в массивных «кровельных гребнях», крутых лестницах и грубо сделанных плитах, из которых состояли внутренние стены. Влияние Ченеса выразилось в тщательно обработанных камнях во внешних стенах. Самой архитектуре Рио-Бека была свойственна отделка высоких фундаментов и зданий в форме стилобатов — усечённых пирамид, имевших фигурные лестницы.

### Стиль Усумасинты
Особый стиль сложился в бассейне реки Усумасинты. Находясь под сильным влиянием архитектуры Петена, он также испытал влияние архитектуры Паленке (одного из государств на территории бассейна Усумасинты). В государстве Пьедрас-Неграс «кровельные гребни» были необычайно массивны, а у пирамид один откос был меньше другого, что было свойственно архитектуре Петена. Однако, при этом, в Пьедрас-Неграсе были портики с тремя входами, что было особенностью архитектуры Паленке. В то же время, в государстве Йашчилан преобладало влияние Паленке.